# 约翰·G·特朗普
约翰·乔治·特朗普（英語：John George Trump，1907年8月21日—1985年2月21日），美国物理学家、发明家。本科毕业于纽约大学坦登工程学院，硕士毕业于哥伦比亚大学，博士毕业于麻省理工学院，1936年至1973年于麻省理工学院任教，在此期间他与罗伯特·杰米森·范德格拉夫共同开发了世界上首台百万伏特级X射线发生器，同时也发展了旋转放射線療法。约翰·乔治·特朗普是第45任美國總统唐纳德·特朗普的親叔叔。

## 早年
约翰·乔治·特朗普是三个孩子中最小的一个，是德国移民弗雷德里克·特朗普和伊丽莎白·克里斯蒂·特朗普的次子。他于1907年8月21日在纽约出生。
约翰·特朗普的哥哥弗雷德·特朗普还在十几岁的时候就与母亲一起从事房地产开发和管理工作（伊丽莎白·特朗普（Elizabeth Trump）和儿子）。最初，约翰和他的兄弟尝试一起建造房屋，但最终他们解除了合伙关系，并开始从事电气工程职业。
约翰·特朗普在1929年获得了纽约大学理工学院的电气工程专业学士学位（当时理工布鲁克林研究所），他的在物理学硕士学位从哥伦比亚大学获得，从1936年到1973年，他是麻省理工学院的教授。

## 其他
据中国科学院院士赵忠尧回忆，为学习核物理，1946年赵忠尧曾前往麻省理工学院电机系静电加速器实验室，学习静电加速器发电部分和加速管的制造，实验室主任特朗普十分支持赵忠尧的工作，让赵忠尧利用该实验室的资料，又将实验室准备拆去的一台旧的大气型静电加速器转给赵忠尧作试验用，回忆中赵忠尧称特朗普为“屈润普”。